# ダイナマ伊藤!
『ダイナマ伊藤!』（ダイナマいとう）は、1999年から2003年まで小学館の雑誌『週刊少年サンデー』で連載されていた漫画。作者は杉本ペロ。
超非常識人間・ダイナマ伊藤が人の迷惑も省みず、思い込みで突っ走るハチャメチャな日常をシュールに描いたギャグ満載の短編集。

## 登場人物
ダイナマ伊藤（ダイナマいとう）
本作の主人公。本名は不明、年齢は39歳。モコモコした独特の頭と髭が特徴。このモコモコは骨格であるように描かれることもあるが、とれることもあり、正体は不明。髭は付け髭であることが発覚した。人間離れした行動を起こすことが多々あるが、本人も自分が何者かよくわかっていない。
ダイナマイトタイガー（ムガトラ）
虎とダイナマ伊藤の細胞が融合して生まれた生物。当作品のマスコットキャラクター的存在で『俺様は?』『ネコなび』にも登場した。導火線のような尻尾がチャームポイント。基本的にたくさんおり、出番がない時は押し入れに潜んでいる、という裏設定がある。代表的な珍種として、「大人タイガー」、「アニキタイガー」、「ほろ酔いタイガー」、「阪神タイガー」、「巨人タイガー」、「キノコ太りタイガー」、「お年寄りタイガー」（夫婦）、「変態ガー」などがいる。
木下徹（きのした とおる）
21歳の浪人生。かなりのバカで4年連続で罵歌（ばか）大学に落ちた男。夜巣荘（やすそう）に住んでいる。趣味はパチンコ。龍男という名前の兄がいる。初期はメインキャラクターだったが、その後、受験シーズン以外登場しなくなる。
刑事長（でかちょう）
刑事。鼻穴が大きい。初期はダイナマの事を「爆・団三郎（ばく だんざぶろう）○○歳」（年齢は毎回変わる）と呼んでいた。何かにつけてダイナマを逮捕したがる。「ハブ」という本名があるが誰も呼ばず、この本名が出てきたのは初期だけである。
床屋さん
「うなぎ美容室」を経営する床屋。名前は設定されていないが、準レギュラー。「～なの」が口癖。ゲテモノ料理を作るのが得意で、登場1回目で床屋がゲテモノ料理店に変わったことがある。
青下（あおしも）
刑事。ハブの後輩。「事件は会議室で起こってるんじゃない、現場で起こってるんだ!」のセリフを刑事長にとられたことがある。
コンクリ伊藤（コンクリいとう）
非常に体と頭が固い男。角ばった体が特徴（顔も直方体）。自称16歳。初登場時は侍口調だったが、話が進むにつれて「～なり」という言い回しだけが残る。また、特徴の一つである坊主頭は、登場2回目で刈ってもらった。
正輝（まさき）
小学1年生。ダイナマ伊藤に憧れている。登場してしばらくの間は髪形が頻繁に変わっていた。母親と2人暮らし。父親はすでに他界。
ゴリさん
正輝の友人。見たところゴリラのようであり、ランドセルにバナナを入れている。
長髪
正輝の友人。一見女の子のようだが、言動からして男の子である。
しばたたけし
中学番長。しばっさんと呼ばれている。ただしケンカはしない。
小西
しばたの愛弟子。
静かなる家族（サイレントファミリー）
とても静かな家族。父、母、娘、息子（赤ん坊）の4人家族。とにかく静かで何もしゃべらない。
博士博士（ひろしはかせ）
謎の科学者。
おばさん
謎のおばさん。
ケンジ→イチロースズキ→スタープラチナ
登場するたびに名前が変わるダイナマの後輩。ダイナマにデート必勝法を教わる。同じ顔の「杉中実」（すぎなかみのる）が同一人物かどうかは不明。
ゲイラカ伊藤
タコに乗っていてタコ糸を自分の性器に結び付けている、いろいろな意味であぶない人。「ゲイ等会」主宰。
ムガポン
ムガトラに似て非なる生物。恐るべき順応能力をもつ。あるときは中学生、ある時はムガトラ、ある時はスーパー店員と順応能力を見せ、最終的にそのスーパーのオーナーになる。
アンドロ伊藤
ダイナマそっくりのロボット。
セクシーダイナマ伊藤

ダイナマ伊藤にただ出演したかっただけの男。
その名の通り。ただ願いはかなったらしく、脇役ながら結構暗躍した。
幻想植物マンドラコラァ

杉本ペロ
作者自身。たまに作中に登場する。